# Mihama (Fukui)
Mihama (美浜町?) è una cittadina giapponese della prefettura di Fukui.